# Валентин Панбукчиян
Валентин Левон Панбукчиян е български шахматист от арменски произход.. На 69-ия шампионат на България по шахмат през 2005 завършва на осмо място. Към януари 2008 неговият коефициент ЕЛО е 2307, а максималната стойност, която е достигал е 2440.